# CD Palestino
Club Deportivo Palestino ist ein chilenischer Fußballverein aus Santiago. Der Verein wurde zwei Mal chilenischer Meister sowie drei Mal Pokalsieger. Seine Heimspiele trägt der Klub, der von palästinensischen Einwanderern gegründet wurde, im Estadio Municipal de La Cisterna aus, das 12.000 Zuschauern Platz bietet.

## Geschichte

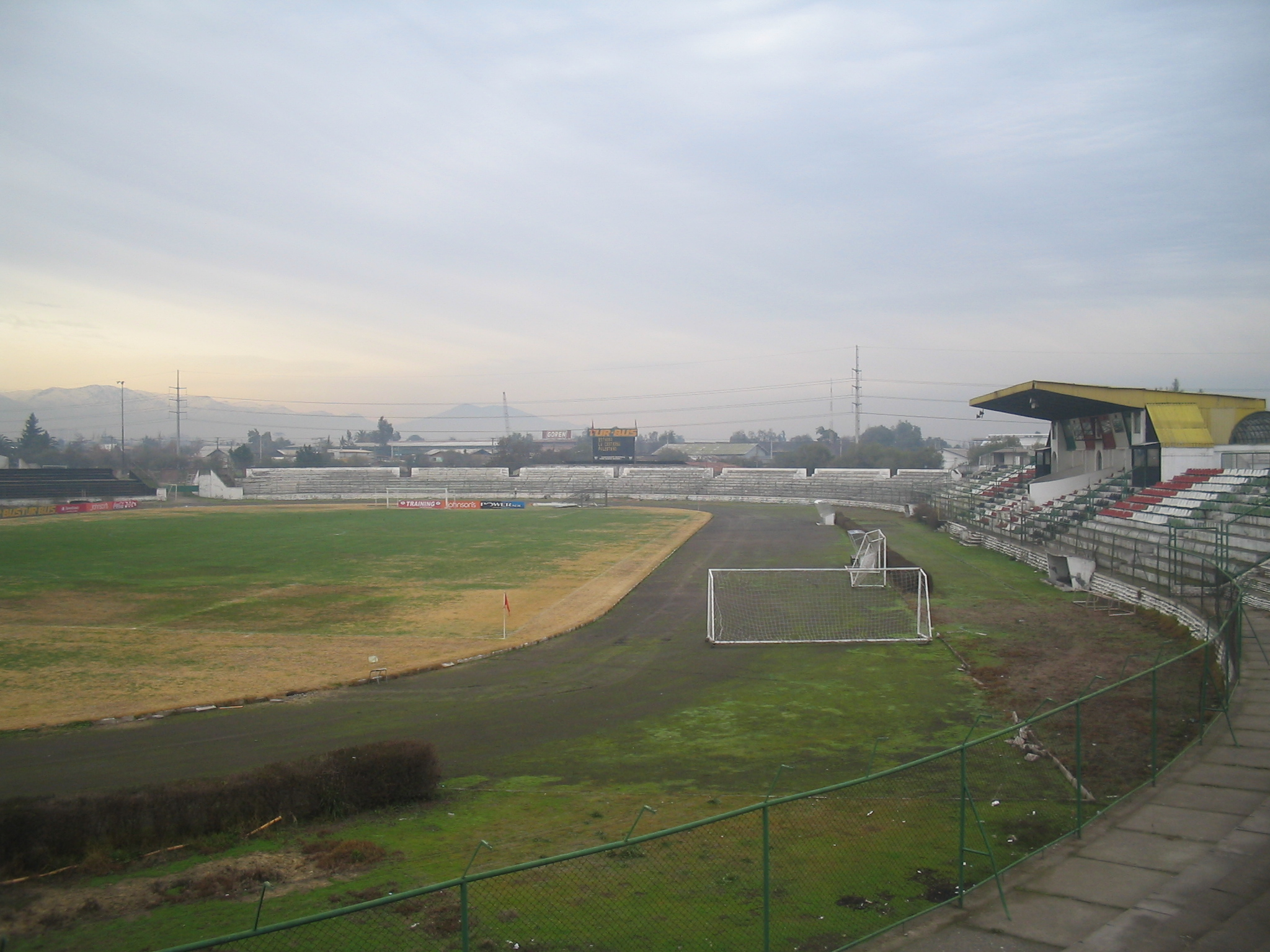
Das Stadion des Vereins, das Estadio Municipal de La Cisterna

Der Verein Club Deportivo Palestino wurde am 20. August 1920 von Einwanderern aus Palästina gegründet. In Anlehnung an die Flagge Palästinas wurde auch das Wappen des Klubs gewählt. Erstmals an einem Wettkampf nahm der Verein bei einem Turnier in Osorno teil. In den folgenden Jahren trat CD Palestino nicht größer in Erscheinung. 1953 gelang erstmals der Aufstieg in die Primera División, die höchste Spielklasse im chilenischen Fußball. Gleich in der ersten Saison in der höchsten Spielklasse Chiles war der Verein Zweiter hinter Rekordmeister CSD Colo-Colo. 1955 gewann CD Palestino seine erste nationale Meisterschaft, als er in der Primera División den ersten Platz mit zehn Punkten Vorsprung vor der zweitplatzierten Unión Española belegte. Insgesamt belegte Palestino noch drei weitere Male den zweiten Rang in der Primera División. Den Meistertitel konnte man nur noch ein weiteres Mal gewinnen. In der Saison 1978 wurde man Erster mit vier Zählern vor CD Cobreloa. Durch diesen Titelgewinn war CD Palestino auch zum zweiten Mal in Folge für die Copa Libertadores, den wichtigsten Wettbewerb für Vereinsmannschaften in Südamerika, qualifiziert. Bei dem Turnier 1979 überstand der Verein die erste Gruppenphase und scheiterte erst in der zweiten Gruppenphase in einer Gruppe mit Club Olimpia aus Paraguays Hauptstadt Asunción und Guarani FC aus Brasilien. Das Erreichen der zweiten Gruppenphase in der Copa Libertadores 1979 ist bis heute der größte Erfolg von CD Palestino auf internationaler Ebene. Die erfolgreiche Zeit der 1970er Jahre konnte der Verein nicht halten, und es kam bis zum Abstieg 1988. Es folgte allerdings der direkte Wiederaufstieg und die Etablierung in der höchsten Spielklasse. Seit 2015 qualifizierte sich CD Palestino wieder regelmäßig für die internationalen Wettbewerbe. Das beste Ergebnis erzielte der Verein bei der Copa Sudamericana 2016, als das Viertelfinale erreicht wurde. Auf dem Weg dorthin schaltete der Klub Club Libertad, Real Garcilaso und Brasiliens Spitzenklub Flamengo Rio de Janeiro aus. 2022 belegte der Hauptstadtklub den vierten Rang und qualifizierte sich für die Copa Sudamericana 2023, bei der CD Palestino seine Heimspiele wie schon bei der Copa Sudamericana 2021 im Estadio El Teniente in Rancagua austrug, da das Estadio Municipal de La Cisterna nicht den Anforderungen des CONMEBOL entsprach.

## Erfolge
- Primera División: 2× (1955, 1978)
- Primera División B: 2× (1952, 1977)
- Copa Chile: 3× (1975, 1977, 2018)

## Trainer
- Fernando Riera (1977)
- Manuel Pellegrini (1990–1991, 1998)
- Gustavo Benítez (2011)[2][3]

## Spieler
- Orlando Ramírez (1965–1971)
- Manuel Rojas (1973–1975, 1977–1980)
- Marco Cornez (1975–1976, 1978–1979, 1981–1983, 1986, 1998)
- Elías Figueroa (1977–1980)
- Héctor Tapia (2002, 2007, 2009)
- Roberto Kettlun (2002–2005)